# 鸭塘街道
鸭塘街道，是中华人民共和国贵州省黔东南苗族侗族自治州凯里市下辖的一个乡镇级行政单位。

## 行政区划
鸭塘街道下辖以下地区：
化肥厂家委会、凯旋厂家委会、鸭塘村、三江村、红岩村、清新村、中坝村、四联村、马安村、高泉村、翁堤村和翁义村。